# Gregor Stögner
Gregor Stögner (* 15. November 1920 in Bad Ischl; † 2. November 1983 ebenda) war ein österreichischer Politiker (SPÖ) und Landwirt. Er war von 1971 bis 1983 Abgeordneter zum Nationalrat.
Stögner wurde als Sohn eines Landwirts geboren und absolvierte die Pflichtschule in Bad Ischl. Er trat 1938 in den Dienst der Österreichischen Bundesforste und arbeitete als Forstarbeiter, bis er 1940 zum Dienst in der Wehrmacht einberufen wurde. Stögner geriet 1944 in sowjetische Kriegsgefangenschaft, aus der er erst 1947 zurückkehren konnte. Nach seiner Rückkehr war Stögner zwischen 1949 und 1959 erneut als Forstarbeiter bei den Bundesforsten tätig, zudem übernahm er 1949 die Landwirtschaft seiner Eltern. Er heiratete und wurde Vater dreier Söhne.
Stögner wurde 1949 zum Betriebsratsobmann der Forstverwaltung Bad Ischl gewählt und wurde noch im selben Jahr Gemeinderat der Gemeinde Bad Ischl, wobei er 1948 der SPÖ beigetreten war. Zwischen 1955 und 1960 wirkte er als Stadtrat, danach hatte er von 1972 bis 1981 das Amt des Vizebürgermeisters inne. Er war zudem ab 1950 Zentralbetriebsratsobmann der Bundesforste und Landesobmann der Gewerkschaft der Land- und Forstarbeiter. Ab 1955 fungierte er als Vizepräsident der Landarbeiterkammer für Oberösterreich, ab 1959 war er zudem Landessekretär der Gewerkschaft der Land- und Forstarbeiter. Zudem hatte Stögner verschiedene, innerparteilich Funktionen innerhalb der SPÖ auf Lokal-, Bezirks- und Landesebene inne. Stögner vertrat die SPÖ vom 4. November 1971 bis zum 18. Mai 1983 im Nationalrat, wobei er Mitglied des Landwirtschafts-, des Zoll- und des Sozialausschusses war.